# Albert Mackey
Pour les articles homonymes, voir Mackey.
Albert Gallatin Mackey né le 12 mars 1807 et mort le 20 juin 1881 à Charleston en Caroline du Sud aux États-Unis est un médecin américain connu pour ses nombreux ouvrages sur la franc-maçonnerie, et plus particulièrement ses principes fondateurs.

## Biographie

### Famille
Albert Gallatin Mackey est le fils de John Mackey (1765-1714 décembre, 1831), un médecin, journaliste et éducateur. Son père publie un guide à destination des enseignants contenant les explications des règles de l'arithmétique. En 1826, c'est le travail le plus complet sur l'arithmétique qui est publié  aux États-Unis. Son frère était Edmund William McGregor Mackey, membre de la Chambre des représentants de la Caroline du Sud des États-Unis.
Après avoir poursuivi compléter des études primaires et secondaires Albert Mackey travaille à temps partiel dans une école de médecine. Il est diplôme d'anatomie par le département de médecine du collège de Caroline du Sud. En 1838, il est employé comme professeur d'anatomie dans cet établissement.

## Franc-maçonnerie
Il fut grand lecteur et grand secrétaire de la Grande loge de Caroline du Sud et secrétaire général du Suprême Conseil de la Juridiction Sud du Rite écossais ancien et accepté.